# Förderpreis für Frauenforschung und Frauenkultur
Der Förderpreis der Landeshauptstadt München für Frauenforschung und Frauenkultur war ein Preis zur Förderung der Gleichberechtigung von Frauen. Der mit 10 000 DM dotierte Preis wurde zwischen 1986 und 1993 jährlich von der Landeshauptstadt München vergeben und 1994 durch den Anita-Augspurg-Preis abgelöst.

## Rahmenbedingungen
Auf Initiative der SPD-Fraktion richtete der Münchner Stadtrat am 15. April 1986 den Förderpreis für Frauenforschung und Frauenkultur ein. Der Preis sollte „in Anerkennung herausragender wissenschaftlicher, journalistischer oder kultureller Leistungen“ Münchner Frauenprojekte und Frauen auszeichnen, die entweder in München wohnten oder arbeiteten oder aber außerhalb wohnten und eine Münchner Thematik in ihrer Arbeit behandelt hatten. Vorschlagsberechtigt waren alle Münchner Bürger, auch Eigenvorschläge waren möglich. 
Die Preisträgerin sollte aus den Vorschlägen durch Mehrheitsbeschluss einer Jury ausgewählt werden, die in ihrer Entscheidung unabhängig sein sollte. Als ständige Mitglieder sollten je eine Vertreterin der im Stadtrat vertretenen Parteien, die Leiterin der Gleichstellungsstelle und die Leiterin des Kulturreferats in der Jury sitzen; fünf weitere Mitglieder aus den Bereichen Politik, Wissenschaft und Kultur sollte der Stadtrat jeweils für drei Jahre auf Vorschlag der Gleichstellungsstelle berufen. Die Vorbereitung der Preisverleihung wurde der Gleichstellungsstelle übertragen.

## Geschichte
Die Einrichtung des Preises war im Stadtrat nicht unumstritten. Dagegen stimmten die FDP-Fraktion und drei Mitglieder der CSU. Die FDP wollte nicht akzeptieren, dass Männer weder in der Jury sitzen noch den Preis zugesprochen bekommen konnten. Die Einschränkung sei ein Rückschritt in die – nach Meinung der FDP längst überwundene – Zeit, „in der es eigene Schulen und Schwimmbäder für Frauen und Mädchen gegeben habe“.
Bereits im folgenden Jahr wurde der Preis erneut zum Politikum: Die Jury hatte Lillemors Frauenbuchladen für den Preis ausgewählt. Dagegen wandte sich der Stadtrat Peter Kripp: Der Frauenbuchladen solle den Preis nicht erhalten, da dort durch das damals bestehende Zutrittsverbot für Männer das Miteinander der Menschen erschwert werde. Als die Versammlung des Münchner Stadtrats die Entscheidung der Jury bestätigen sollte, wurde die Ehrung vorläufig aufgehoben: „CSU, FDP und USD (eine Minifraktion zweier SPD-Aussteiger) behaupten, die Jury sei nicht korrekt zusammengesetzt gewesen. Außerdem handele es sich bei Lillemors um einen Gewerbebetrieb, dem ein städtischer Preis gar nicht zustehe.“ Der Streit dauerte ein Jahr und wurde schließlich durch ein Rechtsgutachten zugunsten von Lillemors entschieden.
Bei der dritten Verleihung des Preises am 9. November 1989 hob der Münchner Oberbürgermeister Georg Kronawitter die Vorbildwirkung hervor: Eine Reihe von Städten hätten Unterlagen über den Preis angefordert, in Nürnberg gebe es bereits einen Beschluss des Stadtrats zur Auslobung des Frauenförderpreises der Stadt Nürnberg.
Der sperrige Name des Preises weckte im Lauf der Zeit den Wunsch, die Auszeichnung lieber mit dem Namen einer bedeutenden Münchnerin zu verbinden. Bereits bei der ersten Preisverleihung 1987 war der Name Anita Augspurg als besonders wichtig für die Münchner Geschichte der „Alten Frauenbewegung“ genannt worden. 1994 wurde der Förderpreis für Frauenforschung und Frauenkultur schließlich durch den Anita-Augspurg-Preis abgelöst: „Zum 75jährigen Jubiläum des Frauenstimmrechts in Deutschland im Jahr 1994 soll damit an die vielen mutigen und engagierten Frauen erinnert werden, die für das Frauenstimmrecht gekämpft haben“, so die Begründung der damaligen Leiterin der Gleichstellungsstelle, Friedel Schreyögg.

## Preisträgerinnen

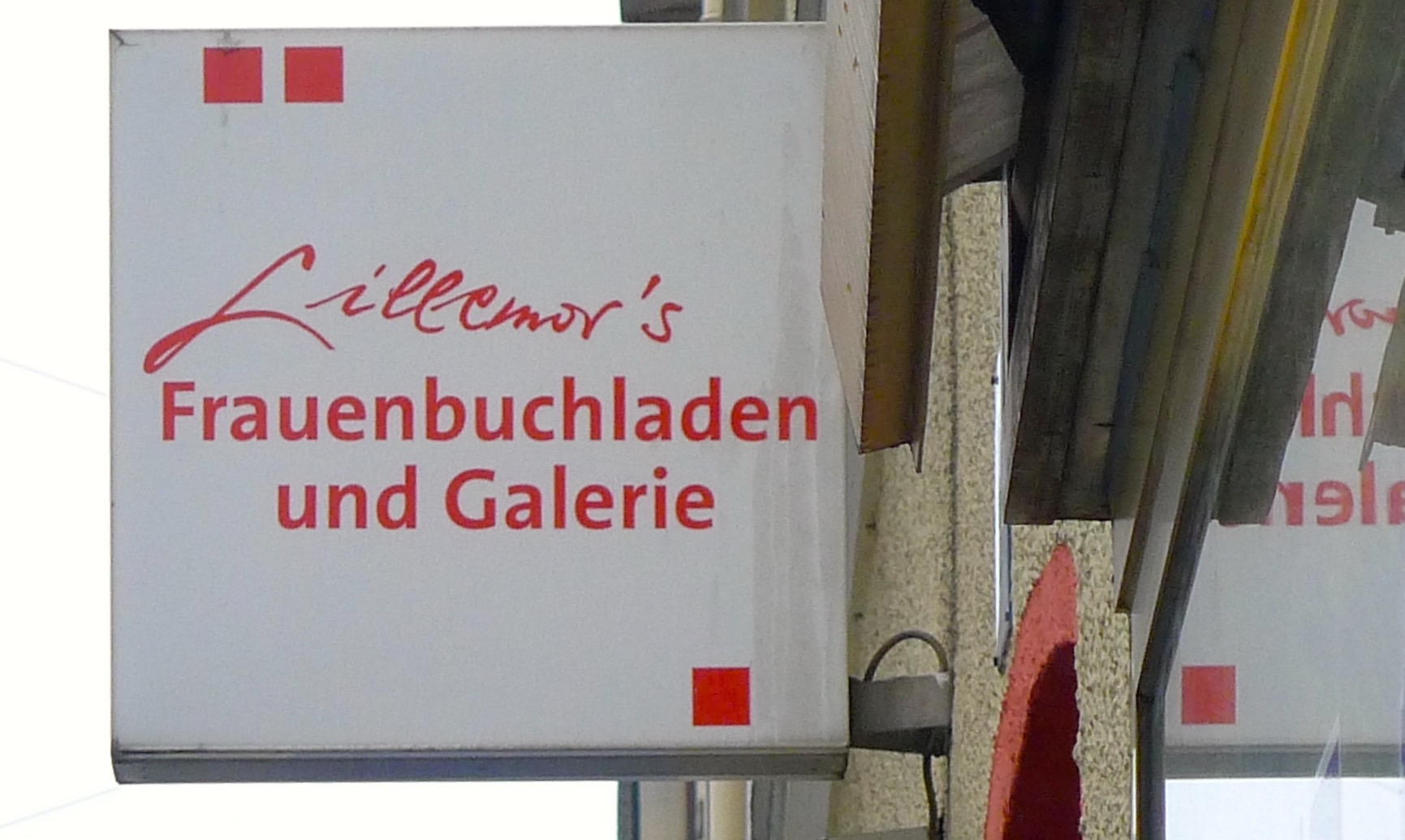
Lillemors Frauenbuchladen erhielt den Förderpreis für Frauenforschung und Frauenkultur 1987

- 1986: Verein zur Förderung der Frauenakademie München FAM[11]
- 1987: Lillemors Frauenbuchladen für die kulturelle Arbeit der Buchladenfrauen
- 1988: Erika Wisselinck, Publizistin[12]
- 1989: Erna Dinklage-Gilbert, Malerin
- 1990: Gisela Kleine, Autorin
- 1991: Amélie Niermeyer, Theaterregisseurin[13]
- 1992: In diesem Jahr wurde der Preis nicht verliehen, weil zu dieser Zeit im Kroatien- und Bosnienkrieg Mädchen und Frauen massiv Opfer von Kriegshandlungen und ethnischen Säuberungen waren und vor diesem Hintergrund mit dem Ausfall der Preisverleihung sowohl die Anteilnahme am Schicksal der Mädchen und Frauen als auch die Ablehnung der Gewalttaten zum Ausdruck gebracht werden sollten.[14]
- 1993: Videogruppe des Mädchentreffs Ragazza, IMMA e.V.